# Wspólnota administracyjna Pähl-Raisting
Wspólnota administracyjna Pähl-Raisting – nieistniejąca wspólnota administracyjna, leżała w Bawarii, w powiecie Weilheim-Schongau. Wspólnota powstała 1 maja 1978 w wyniku reformy administracyjnej, zlikwidowano ją 1 stycznia 2007. Siedziba znajdowała się w Pähl.
Wspólnota administracyjna zrzeszała dwie gminy: 
- Pähl, 908 mieszkańców, 15,91 km²
- Raisting, 2 762 mieszkańców, 64,09 km²